# Kautzky Ervin
Kautzky Ervin (Pécs, 1931. március 26. – Vác, 2013. június 22.) magyar színész.

## Élete
Pályafutása 1954-ben, az Állami Déryné Színházban indult. Ezt követően vidéki társulatokban lépett fel, többek között Szolnokon, Egerben, Győrben, Miskolcon és Kecskeméten. 1973-tól a Bartók Színházban, utána az Arany János Színházban lépett fel.

## Családja
Apja (idősebb) Kautzky József labdarúgó, anyja Lantos Irén. Kautzky Ervinnek három bátyja született: Kautzky Norbert költő, író, (idősebb) Kautzky Armand, valamint a szintén színész (ifjabb) Kautzky József. Ervin neje Kopetty Lia színésznő, fia Kautzky Armand színész.

## Főbb szerepei
A Színházi adattárban regisztrált bemutatóinak száma: 103; ugyanitt egy színházi felvételen is látható.
- Krisztyán Tódor (Jókai Mór–Révész P.: Az aranyember);
- Ottó (Katona József: Bánk bán);
- Sparague tiszteletes (Mark Twain: Tom Sawyer kalandjai).

## Díjai
- 2006 – 56-os emléklap
- 2008 – Vác díszpolgára
- 2011 – A Magyar Köztársasági Érdemrend tisztikeresztje